# Potitus Valerius Messalla
Potitus Valerius Messalla (vers 70 av. J.-C. - après 17 av. J.-C.) est un sénateur romain de la fin de la République romaine et du règne d'Auguste.

## Famille
Potitus est probablement le fils de Marcus Valerius Messalla Rufus, consul en 53 av. J.-C. Il est apparenté à Marcus Valerius Messalla Corvinus, consul en 31 av. J.-C., dont il est peut-être le cousin et à Marcus Valerius Messala, consul suffect en 32 av. J.-C., dont il est probablement le frère.
Il n'y a pas de certitude sur son nom, apparaissant dans les sources comme Potitus Messalla, Messalla Potitus ou Valerius Potitus, et il est possible que Potitus ne soit pas son prénom mais un cognomen (à l'instar de l'ancienne famille des Valerii Potiti. Le prénom de loin le plus courant dans la famille des Valerii Messallae est Marcus. Deux autres prénoms sont attestés parmi les consulaires de la famille, Manius (porté par le premier membre de cette branche, Manius Valerius Maximus Corvinus Messalla, consul en 263 av. J.-C., soit deux siècles plus tôt) et Lucius (porté par un de ses fils et d'autres consulaires impériaux ensuite). Cependant, la pratique de l'utilisation de noms de familles disparus avant les guerres samnites comme prénom est commun à d'autres gens, comme chez les Cornelii, où Cossus Cornelius Lentulus a adopté le surnom de « Cossus » comme prénom.
Potitus a potentiellement deux fils : Manius Valerius Messalla Potitus et Lucius Valerius Messalla Volesus, ce dernier étant consul en 5 apr. J.-C.

## Biographie
Il est ensuite questeur en Asie, puis préfet de Rome.
En 32 av. J.-C., il est préteur urbain,. En l'an 31 av. J.-C., il devient quindecemviri sacris faciundis jusqu'à sa mort.
En l'an 29 av. J.-C., il est nommé consul suffect, remplaçant Sextus Appuleius aux côtés d'Octavien le 1er juillet. En août, il fait des actions de grâce en tant que consul, au nom du Sénat et du peuple de Rome, pour le retour du futur empereur de Grèce.
Vers 25-23 av. J.-C., il devient proconsul d'Asie,. Vers 19-18 av. J.-C., il est légat d'Auguste propréteur (legatus Augusti pro praetore) de Syrie,.
En l'an 17 av. J.-C., il participe aux Jeux séculaires rétablis par Auguste et organisés par Marcus Vipsanius Agrippa.

### Sources épigraphiques
- CIL VI 32323, 37075
- AE 1998, 626
- OGIS 460